# Montaren-et-Saint-Médiers
Montaren-et-Saint-Médiers è un comune francese di 1 418 abitanti situato nel dipartimento del Gard, nella regione dell'Occitania.

## Società

### Evoluzione demografica
Abitanti censiti